# Kh-58

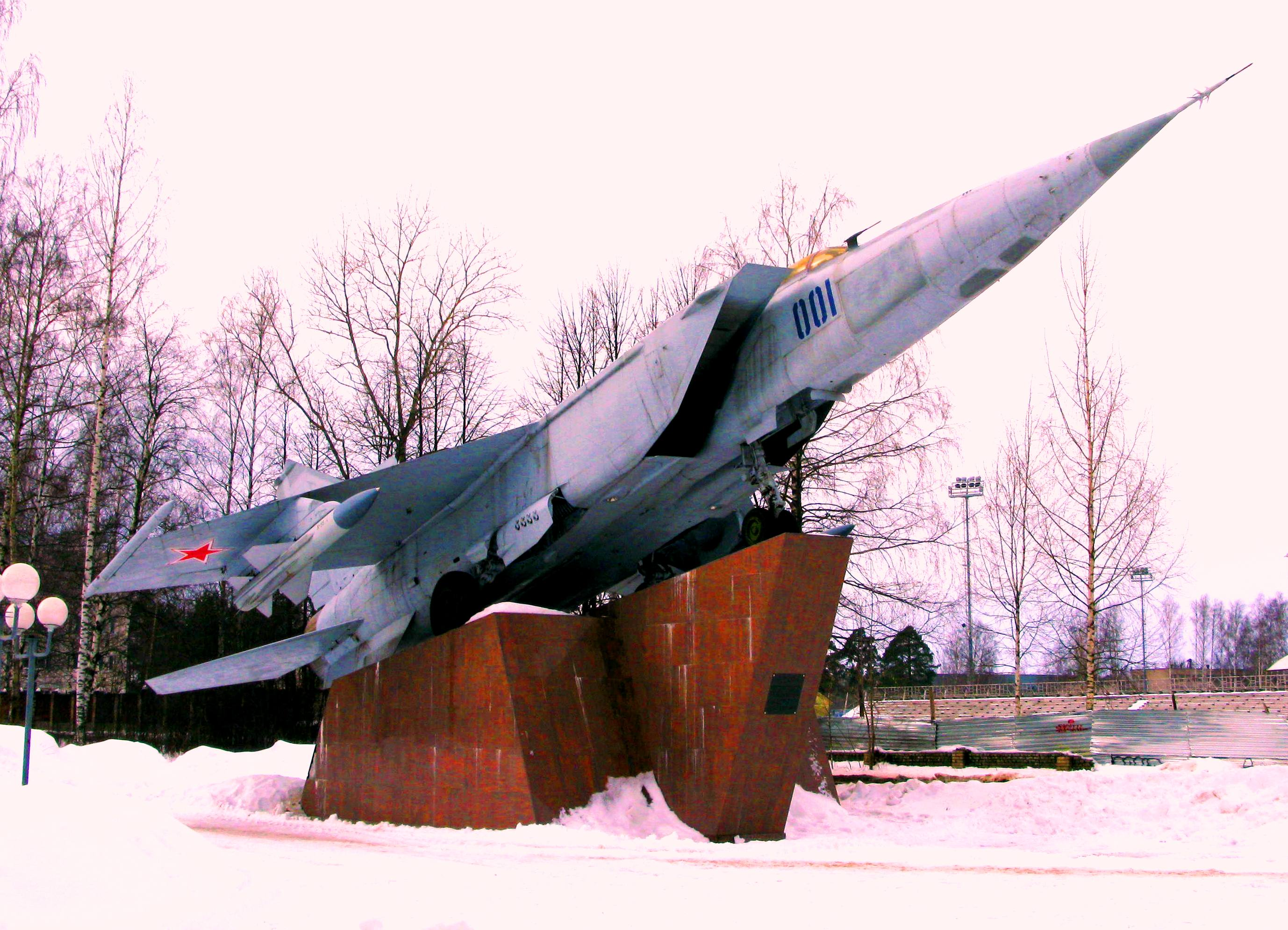
Kh-58 대방사 미사일

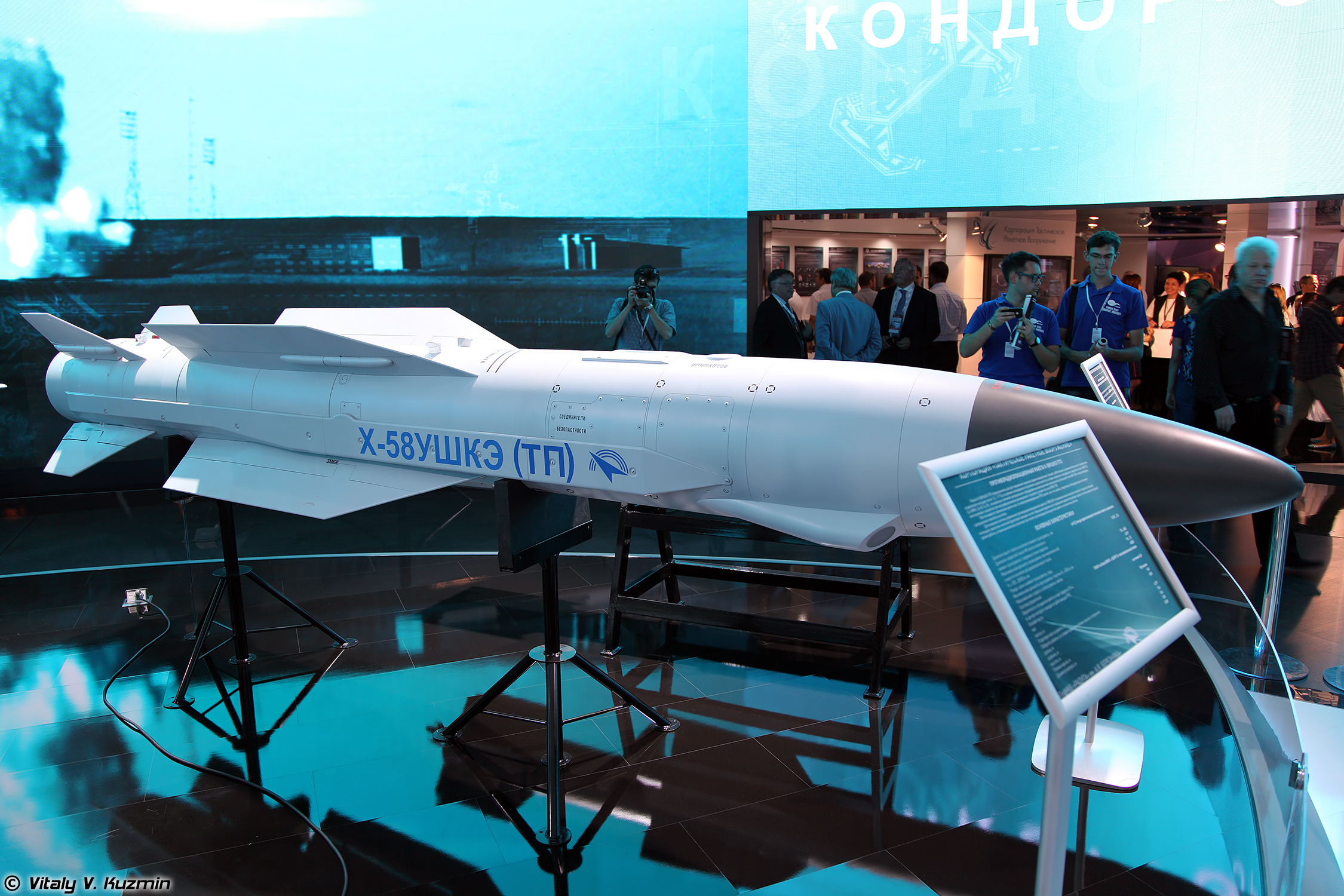
Kh-58UShKE(TP)

Kh-58은 러시아의 공대지 대방사 미사일이다. 나토명은 AS-11 킬터이다.

## 역사
1970년대 초반에 라두가 설계국에서 개발을 시작했다. 액체연료 Kh-28 대방사 미사일을 고체연료로 교체하고, 신형 Su-24M '펜서-D' 공격기에 장착하기 위해 개발했다.
1982년 Su-24M '펜서-D' 공격기에 장착해서 실전배치되었다.
1985년 실전배치된 미국의 AGM-88 함 대방사 미사일과 경쟁했다.
1988년에 실전배치된 Kh-31 공대지 대방사 미사일로 교체되었다. Kh-31은 북한이 보유중일 수 있다고 알려져 있다.

## 파생형
Kh-58 (Izdeliye 112)Kh-58 초기형은 저고도에서 발사했을 경우, 사거리 36 km였다. 10,000 m 고도에서 발사시 사거리 120 km, 15,000 m 고도에서 발사시 사거리 160 km이다.
Kh-58UShKESu-57 스텔스 전투기의 내부무장창에 장착하기 위해, 날개를 접었다. MAKS 2007에서 처음 공개되었다.
Kh-58UShKE(TP)적외선 자외선 이미지 시커를 추가했다. MAKS 2015에서 공개되었다.

## 같이 보기
- AGM-88 함